# Kořist tygra
Kořist tygra (v originále Tiger Kill) je dokumentární film televize BBC ze série Svět přírody z roku 2008. Simon King se v něm vydal do tygří rezervace Bandavgarh v Indii, kde se setkal s kameramanem Alphonsem Royem, který natáčel divoké tygry. 
V Česku byl film poprvé vysílán na Viasat Nature.